# Noël Coulet
Pour les articles homonymes, voir Coulet.
Noël Coulet, né le 4 octobre 1932 à Cogolin et mort le 15 janvier 2023 à Aix-en-Provence, est un historien médiéviste français, professeur émérite à l'université de Provence.

## Biographie
Après des études en classes préparatoires au lycée Thiers de Marseille, où Noël Coulet a notamment comme professeur Henri Coulet et Marc Soriano, il devient élève de Georges Duby. 
Agrégé d'histoire (1956), et après sa thèse de doctorat d'État en 1979 consacrée à « Aix-en-Provence, espace et relations d'une capitale, mi-XIVe - mi-XVe siècle », il consacre ses recherches à la société et à l'économie provençales des XIVe et XVe siècles, et s’intéresse tout particulièrement à l’histoire religieuse. Avec d'autres chercheurs de sa génération formés à l'école aixoise, comme Louis Stouff ou Benoît Beaucage, il apporta une contribution majeure sur les structures économiques et sociales de l'ordre de l'Hôpital de Saint-Jean à la fin du Moyen Âge.
Noël Coulet est professeur émérite d'histoire médiévale à l'université de Provence.

## Publications (sélection)
- Dix articles parus dans Les Cahiers de Fanjeaux entre 1973 et 2014[7].
- « Les jeux de la Fête Dieu d'Aix, une fête médiévale ? », dans Provence historique, Fédération historique de Provence, Marseille, 1981.
- « Les Templiers de Bayle au XIIe siècle : un document inédit », dans Provence historique, Fédération historique de Provence, Marseille, 2004.
- Rites, histoires et mythes de Provence, Aix-en-Provence, Presses universitaires de Provence, coll. « Le temps de l'histoire », 2012, 248 p. (ISBN 978-2-85399-811-6, lire en ligne).
- Avec Maurice Agulhon, Histoire de la Provence, PUF, coll. « Que sais-je ? »
- Noël Coulet, Alice Planche et Françoise Robin, Le Roi René : le prince, le mécène, l'écrivain, le mythe, Aix-en-Provence, Édisud, 1982, 242 p. (ISBN 2-85744-136-3, présentation en ligne), [présentation en ligne].
- Avec Florian Mazel (dir.), Histoire d'Aix-en-Provence, PUR, 2020 présentation en ligne.